# یوری شاکاریان
یوری قوندی شاکاریان (ارمنی: Յուրի Ղևոնդի Շաքարյան؛  زادهٔ ۲۳ اکتبر ۱۹۳۳ - درگذشته ۲۸ مارس ۲۰۲۱) یک دانشمند متخصص در زمینه مهندسی قدرت و الکترومکانیک اهل ارمنستان بود.

## زندگی‌نامه
در ۲۳ اکتبر ۱۹۳۳ در ایروان به دنیا آمد قوند شاکاریان پدر وی بود. وی از دانشگاه ملی پلی‌تکنیک ارمنستان (۱۹۵۶) فارغ‌التحصیل شد. وی همچنین برنده نشان پرچم سرخ کار و دانشمند شایسته فدراسیون روسیه (۲۰۰۶) شده است. وی در ۲۸ مارس ۲۰۲۱ در سن ۸۷ سالگی درگذشت.

## یادداشت
1. ↑  տեխնիկական գիտությունների դոկտոր
2. ↑  ՌԴ գիտության վաստակավոր գործիչ